# 超兽武装
《超兽武装》（英语：RevEvolution 或 Ultra Beast Force）是广州蓝弧文化传播有限公司制作的机战类三维电视动画，共计两部66集，2011年由央视少儿首播。作品以相对论中的“平行宇宙”设定为基础，围绕各大平行宇宙十万年一次的“轮回”展开：来自不同宇宙的超兽战士为阻止冥王复活，组成超兽战队，试图维护一个理想化的世界；然而在意外回到十万年前，经历了不断的战争、残酷的现实、扭曲的真相后，超兽战士开始动摇、反思、迷茫；随着信念的一次次倒塌，完整的真相逐渐浮出水面，为阻止延续十万年的阴谋，超兽战队再次聚首，与鬼谷决战；故事的结局呼应开头，一切重新回到起点，如梦一场，留白引人深思。
《超兽武装》共计66集，分两部播出。第一部《仁者无敌》主要用于塑造人物和铺陈世界观，主线叙事主要在第二部《勇者无惧》中展开。剧中通过强烈的对比、极富戏剧性的矛盾冲突、凝练而富有哲理的台词给观众以强烈的震撼；整个故事情节跌宕起伏，结构安排严谨，巧妙地通过“因果循环”，构成一个完整的“轮回”世界观。《超兽武装》因而被认为是中国动画中精于情节设计的典范之一。2012年《勇者无惧》播出后，引发了较大的反响，片中的人物台词、情节桥段一度被大量引用模仿。
2017年，蓝弧文化基于《超兽武装》原版动画推出了改编的真人版网络剧《英雄觉醒》，王巍任导演。2021年1月27日正式开播。

## 制作

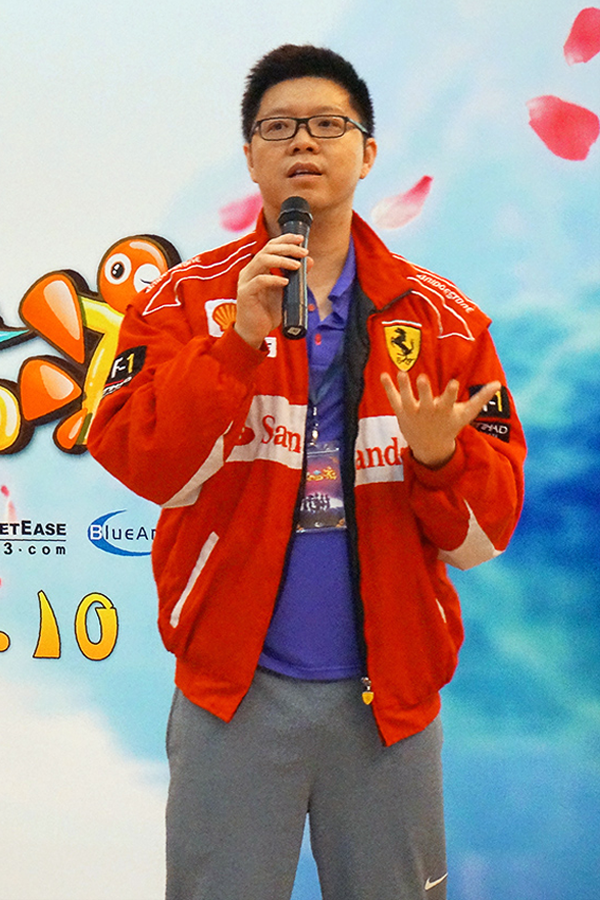
王巍，蓝弧文化创始人，以“跨界艺术”著称。他在《超兽武装》的制作过程中兼任了导演、编剧、填词、作曲、配音等多项工作。

### 音乐
《超兽武装》的配乐由中国音乐制作人隋晓峰负责，总导演王巍也参与了相关工作。本片延续了蓝弧作品一贯的配乐风格，将主旋律（theme）与故事线相结合，贯穿核心情节。配乐借鉴了西方宗教音乐的形式，广泛地运用变奏、女声哼唱、和声等表现方式，营造出一种宏大开阔的意境，给故事增添了史诗般的沧桑感和英雄主义的色彩。配乐与画面和剧情相结合，对人物性格的塑造、观众情绪的共鸣、故事情节的跌宕起到了重要的助推作用，塑造出了《超兽武装》波澜壮阔的宏大图景。
本片主旋律化用了镭射狗（X-Ray Dog）的经典之作Here comes the king，并对多首不同风格的配乐进行了较大的改编，保证了全片配乐风格的协调和旋律变奏的多样。主题曲《超兽武装》中也采用了这一旋律。
- 主题曲《超兽武装》
  - 演唱：刘罡 陈洁丽
  - 作词：王巍
  - 作曲：隋晓峰 王巍
  - 编曲：隋晓峰
- 片尾曲《尘曦》
  - 演唱：陈洁丽 李培斌
  - 词曲：王巍
  - 编曲：王巍

### 技术
《超兽武装》的制作中，采用了当时较为先进的三维动画技术，其中包括一些中国自主研发、首次投入应用的三维动画技术，因而在中国动画发展史上具有一定的代表意义。
- 2003年，蓝弧文化前身“广州蓝弧信息科技有限公司”创立，高级程序员出身的王巍任总裁，崔文宇任技术总监。蓝弧将公司发展方向定位为“高质量原创三维动画企业”，从事三维计算机动画的制作工作。

- 2004年起，蓝弧陆续引入国际先进的动画制作系统，包括实时三维动作捕捉系统、实时三维动画广播系统、电影高清制作系统、三维扫描系统、三维打印系统等。
- 2010年，蓝弧动漫制作团队规模达到350人，创作和设计团队中包括了大量两岸三地不同领域的人才。次年，蓝弧在公告中宣称已“摒弃传统的动画制作流程，创立独有的三维动画片生产和管理系统，大幅提高生产效率”。
- 2010年，蓝弧渲染加速引擎核心技术研发取得突破，大幅提高了渲染速度和画面质量，为《超兽武装》的制作奠定了技术基础。同年，蓝弧自主研发的物理模拟引擎也投入使用。
- 2011年，蓝弧与浙江大学计算机辅助设计与图形学国家重点实验室合作，将一批新兴技术应用于《超兽武装》的制作之中。[4][6]

### 制作团队
| 《超兽武装》制作团队 | 《超兽武装》制作团队 | 《超兽武装》制作团队 | 《超兽武装》制作团队 |
| -------------------- | --- | --- | --- |
| 导演                 | 王巍 | 监制 | 金志龙 |
| 出品人               | 王巍 金志龙 | 编剧 | 王巍 李炳林 |
| 设计总监             | 金志龙 伍为民 | 技术总监 | 崔文宇 |
| 美术总监             | 周昶 | 制片人 | 周昶 |
| 剪接                 | 郑世健 吕晓涛 黄淼佳 刘宝玉 | 郑世健 吕晓涛 黄淼佳 刘宝玉 | 郑世健 吕晓涛 黄淼佳 刘宝玉 |
| 故事版               | 沈颖 李星浪 孙快 钟韵 吕晓涛 李嘉然 | 沈颖 李星浪 孙快 钟韵 吕晓涛 李嘉然 | 沈颖 李星浪 孙快 钟韵 吕晓涛 李嘉然 |
| 角色设计             | 刘昊文 李孔日 何仲曦 芮嘉琦 罗丽丽 冼致平 | 刘昊文 李孔日 何仲曦 芮嘉琦 罗丽丽 冼致平 | 刘昊文 李孔日 何仲曦 芮嘉琦 罗丽丽 冼致平 |
| 角色建模             | 黄绮珊 沈建法 曾涛 陈锦峰 侯俊健 廖静 张欣 李冠辰 李晓光 杨阳 洪万志 许志舵 邵剑轩 叶俊希                                                                                             | 黄绮珊 沈建法 曾涛 陈锦峰 侯俊健 廖静 张欣 李冠辰 李晓光 杨阳 洪万志 许志舵 邵剑轩 叶俊希                                                                                             | 黄绮珊 沈建法 曾涛 陈锦峰 侯俊健 廖静 张欣 李冠辰 李晓光 杨阳 洪万志 许志舵 邵剑轩 叶俊希                                                                                             |
| 场景道具             | 刘昊文 李孔日 何仲曦 梁健 彭克昌 李飞历 | 刘昊文 李孔日 何仲曦 梁健 彭克昌 李飞历 | 刘昊文 李孔日 何仲曦 梁健 彭克昌 李飞历 |
| 场景建模             | 黄绮珊 叶俊希 邓伟基 周正义 | 黄绮珊 叶俊希 邓伟基 周正义 | 黄绮珊 叶俊希 邓伟基 周正义 |
| 动画指导             | 陈奋 张伟业 麦顷裕 董俊添 梁晓峰 | 陈奋 张伟业 麦顷裕 董俊添 梁晓峰 | 陈奋 张伟业 麦顷裕 董俊添 梁晓峰 |
| 动画师               | 姜晟 关少康 徐炯 蒋欢 关海凌 林健强 张毅立 刘文鹏 何敏华 区建文 张琦波 古凤琼 董嗣杰 薛谨胜 曲洁莹 林艳宁 梁润海 谢黄冲 容梓淇 李铭浩 黄慧 林彦彬 李健文 谭擎 孙快 胡浩良 李金水 李帆 | 姜晟 关少康 徐炯 蒋欢 关海凌 林健强 张毅立 刘文鹏 何敏华 区建文 张琦波 古凤琼 董嗣杰 薛谨胜 曲洁莹 林艳宁 梁润海 谢黄冲 容梓淇 李铭浩 黄慧 林彦彬 李健文 谭擎 孙快 胡浩良 李金水 李帆 | 姜晟 关少康 徐炯 蒋欢 关海凌 林健强 张毅立 刘文鹏 何敏华 区建文 张琦波 古凤琼 董嗣杰 薛谨胜 曲洁莹 林艳宁 梁润海 谢黄冲 容梓淇 李铭浩 黄慧 林彦彬 李健文 谭擎 孙快 胡浩良 李金水 李帆 |
| 特效合成             | 周昶 尤智斌 吴兆波 刘喆 梁盛源 温桥生 沈忠勇 骆永强 邹金梁 郑琦 | 周昶 尤智斌 吴兆波 刘喆 梁盛源 温桥生 沈忠勇 骆永强 邹金梁 郑琦 | 周昶 尤智斌 吴兆波 刘喆 梁盛源 温桥生 沈忠勇 骆永强 邹金梁 郑琦 |
| 音乐监制             | 隋晓峰 | 录音 | 徐峰 |
| 音效                 | 徐峰 魏远慰 曾添俊 | 徐峰 魏远慰 曾添俊 | 徐峰 魏远慰 曾添俊 |
| 技术指导             | 周昆 | 技术支持 | 侯启明 任重 黄学真 李文耀 曹晨 |
| 技术合作             | 浙江大学计算机辅助设计与图形学国家重点实验室 | 浙江大学计算机辅助设计与图形学国家重点实验室 | 浙江大学计算机辅助设计与图形学国家重点实验室 |
| 材质渲染             | 黄碧荧 谢隽 廖静文 张小曼 李东杰 杨丽斌 欧施岑 尤文颖 谢瑞俏 谭健儿 陈韵 宋盼迪 梁燕 欧秋瑜 马秋雯 骆敏芝 梁海欣 司徒伟健                                                             | 黄碧荧 谢隽 廖静文 张小曼 李东杰 杨丽斌 欧施岑 尤文颖 谢瑞俏 谭健儿 陈韵 宋盼迪 梁燕 欧秋瑜 马秋雯 骆敏芝 梁海欣 司徒伟健                                                             | 黄碧荧 谢隽 廖静文 张小曼 李东杰 杨丽斌 欧施岑 尤文颖 谢瑞俏 谭健儿 陈韵 宋盼迪 梁燕 欧秋瑜 马秋雯 骆敏芝 梁海欣 司徒伟健                                                             |
| 配音导演             | 祖丽晴 | 祖丽晴 | 祖丽晴 |
| 配音演员             | 祖丽晴 陆霜 赵然 邓红 鞠月斌 李团 陈轶 高全胜 刘筱天 王巍 | 祖丽晴 陆霜 赵然 邓红 鞠月斌 李团 陈轶 高全胜 刘筱天 王巍 | 祖丽晴 陆霜 赵然 邓红 鞠月斌 李团 陈轶 高全胜 刘筱天 王巍 |

| 配音演员 | 主要角色       | 次要角色                   |
| -------- | -------------- | -------------------------- |
| 祖晴     | 天羽，雪皇     | 老婆婆，蝎子王手下         |
| 鞠月斌   | 火麟飞         | 金象族人                   |
| 陈秩     | 龙戬，狮王     | 云蝠军团士兵               |
| 陆双     | 苗条俊         | 蝎子王手下                 |
| 赵然     | 泰雷           | 战龙（龙戬的师兄）         |
| 李团     | 夜凌云，玄易子 | 剑龙，青龙族士兵           |
| 邓红     | 风影，龙莹     | A.I.Lisa                   |
| 高全胜   | 冥王，鲸鲨王   | 物理老师，鲸鲨族士兵，银狮 |
| 刘筱天   | 风耀，鬼谷     | 鲸鲨族士兵，金狮，金象族人 |
| 王巍     | 夜枭子         | 云蝠军团士兵               |

## 播出

### 电视
《超兽武装》共计66集，分两部播出。第一部《仁者无敌》于2011年4月在央视少儿频道首播，第二部《勇者无惧》于2012年11月11日18时在嘉佳卡通和卡酷动画首播。此外，央视综合频道、军事农业频道、少儿频道以及多数省级卫视和省级少儿频道也都相继在不同时段安排了播出。
- 中国中央电视台综合频道
- 中国中央电视台少儿频道
- 中国中央电视台军事·农业频道
- 上海电视台炫动卡通卫视
- 北京电视台卡酷少儿频道
- 广东电视台嘉佳卡通频道
- 江苏广播电视台优漫卡通卫视
- 湖南广播电视台金鹰卡通频道
- 山东广播电视台少儿频道
- 天津广播电视台少儿频道
- 浙江电视台少儿频道
- 其他各省市电视台少儿频道

### 网络
2011年4月，中国大陆视频网站爱奇艺获得了《超兽武装》第一部的网络独播权，随后又将第二部独播权收入囊中。爱奇艺旗下网站如PPS、淘米等也相应获得了《超兽武装》的网络播映权。截至2017年，《超兽武装》第一、二部在爱奇艺的播放量分别为4.4亿次和2.9亿次，合计达7.3亿次。
中央电视台旗下的中国网络电视台（CNTV）也以电视节目回放的形式提供了《超兽武装》的网络播映，似乎并未受网络独播的限制。
2014年，蓝弧官方在其网站“3KO蓝粉大本营”上开通了《超兽武装》等作品的网上播放。其片源为采用了2014年重新渲染的720P版本。但该网站只在超兽粉丝圈中引起过小范围关注。目前，“3KO蓝粉大本营”的作品已全部下线，《超兽武装》在中国大陆的在线播放仍以爱奇艺片源为主。

### 海外版
2014年，《超兽武装》投资方奥飞动漫通过旗下YouTube频道“酷看青年”，首次发布《超兽武装》海外版，并将正式译名定为RevEvolution，而非此前使用的Ultra Beast Force。YouTube版中，片名和片尾制作人员名单均为英文，但剧中配音仍为中文，只是添加了英文的挂载式字幕（CC）。除此之外，海外版与2014年重新渲染版几无差异。
同年，《超兽武装》阿拉伯语版القوة الرباعية 通过阿拉伯语电视频道进入西亚、非洲多个国家，随后出现在网络上，阿拉伯人成为《超兽武装》海外受众群体重要的一部分。

## 反响

### 获得奖项
- 2011年 天下动漫风云榜年度动漫作品[12]。
- 2012年 第九届中国动漫艺术周“金恐龙”国际原创动漫作品大奖赛“最佳荣誉奖”[13]。

## 延伸阅读
- 《超兽武装》系列：
  - 第一部《仁者无敌》
  - 第二部《勇者无惧》
  - 国际版《RevEvolution》
- 制作方：蓝弧文化